# Ndokohok
Ndokohok ou Ndokhok est un village du Cameroun situé dans la région du Centre et le département du Mbam-et-Inoubou. Il fait partie de la commune de Ndikiniméki.

## Population
En 1964 le village comptait 504 habitants, principalement Banen.
Lors du recensement de 2005, on y dénombrait 1087 personnes dont 729 à Ndokohok New Bell et 348 à Ndokohok Village.